# Francine Smith
 (janvier 2013).
Si vous disposez d'ouvrages ou d'articles de référence ou si vous connaissez des sites web de qualité traitant du thème abordé ici, merci de compléter l'article en donnant les références utiles à sa vérifiabilité et en les liant à la section « Notes et références ».
Francine Smith (née Dawson, adoptée Ling) est un personnage de fiction, créé par Seth MacFarlane et apparaissant dans la série américaine American Dad!.

## Biographie
Francine Dawson est la fille de Nicolas et Cassandra Dawson, un couple riche de Caroline du Sud. Mais elle fut abandonnée par ses parents biologiques au seul motif qu'elle les aurait empêchés de prendre un avion en première classe. Elle vécut son enfance dans un orphelinat catholique, où elle était battue parce qu'elle était gauchère, et fut enfin adoptée par un couple de Chinois, Baba et Mama Ling, à l'âge de 7 ans.
À l'âge de 14 ans, elle tomba follement amoureuse d'un de ses professeurs, Mr Feeny. Elle devint complètement obsédée par lui. Après qu'elle a révélé qu'ils étaient amants, Feeny fut envoyé en prison, où il se suicida. Déprimée, Francine se réfugia dans la drogue.
Lorsqu'elle était plus jeune, elle fut actrice dans un show de George Clooney. Ce dernier ruina sa carrière d'actrice.
Véritable hippie étant jeune, sauvage et extrême, elle rencontra Stan dans les années 1980. Il était tout juste diplômé de l’académie de la CIA. Ils se sont rencontrés alors que Francine faisait de l'autostop. Elle fut attirée par lui lorsqu'il abattit un raton laveur. Peu de temps après, ils se marièrent. Naquirent par la suite Hayley et Steve. Elle a deux cicatrices : une cicatrice de césarienne à la suite de la naissance de Haley (et Bailey) et une sur son périnée à la suite de la naissance de Steve.
Elle est aujourd'hui une femme au foyer typiquement américaine, vivant avec sa petite famille dans une banlieue résidentielle américaine. Elle a peu d'amis, étant donné que Stan les effraie constamment.

## Personnalité
Francine est une femme sophistiquée, excellente cuisinière et ménagère soigneuse. Elle garde souvent ses opinions pour elle-même. Sympathique, elle est très ouverte d'esprit envers les idées de ses enfants mais ne l'est pas tout à fait envers celles de son mari. Elle est très excitée durant le grand nettoyage de printemps. Mère autoritaire et attentive, elle est toujours au service de sa famille. Séduisante, sous ses airs agréables et rangés, se cache une femme libre et indépendante. Elle est cependant une femme soumise à son mari. Elle est souvent sous-estimée et cache également un côté sombre et vengeur. Elle possède une forte volonté. Obsessionnelle, elle peut même faire des menaces envers ses proches pour atteindre son but.
Étant jeune, c'était une jeune hippie sauvage, qui se droguait et qui buvait de grandes quantités d'alcool. Elle gardera toujours ce côté sombre, révélant même avoir fait de la prison. Elle reste tout de même une femme bienveillante et agréable.

## Description physique
Francine est une femme de taille moyenne. Elle arbore des cheveux blonds et un teint très pâle, ainsi qu'une poitrine généreuse. Elle porte tout le temps une robe rose et des talons hauts rose. Ses vêtements sont d'ailleurs la plupart du temps de couleur rose. Francine est constamment maquillée avec du rouge a levre tandis que, sa coiffure, au brushing impeccable, peut rappeler celle des années 1970. Ses yeux n'ont pas de couleur caractéristique, comme les autres personnages de la série. Coquette, elle soigne toujours son image.